# Социологија животне средине
Социологија животне средине (такође познат као   социјална екологија или социологија околине). Социологија животне средине се обично дефинише као социолошке студије интеракција друштва и околине, ова дефиниција одмах представља можда нерешив проблем одвајања људске култура из остатка животне средине. Циљ ове подобласти је је однос између друштва и животне средине, социолози животне средине обично стављају посебан нагласак на проучавање друштвених фактора који проузрокују проблеме животне средине, друштвене утицаје тих проблема, као и решења за ове проблеме. Поред тога, значајна пажња се посвећује друштвеним процесима којима одређени услови средине постају друштвено дефинисани као проблеми.
Премда било је понекад огорчених дебата између конструктивиста и реалиста у оквиру социологије заштите животне средине у 1990, ове две стране су пронашле заједнички језик и прихватиле да већина еколошких проблема има материјалну реалност који су постали познати само преко људских процеса као што су научна знања, напори активиста, и медијска пажња. Другим речима, највише проблема животне средине имају прави онтолошки статус упркос нашим сазнањима свест о њима произилазе из друштвених процеса, процеси којима су различити услови изграђени као проблем од стране научника, активиста, медија и других друштвених актера. Сходно томе, проблеми заштите животне средине морају бити схваћени путем друштвених процеса, упркос материјалним основама које могу имати са људима. Ова интерактивност је сада широко прихваћена, али многи аспекти расправе и даље су присутни у овој области. Социјална екологија је филозофија коју је развио Мари Букчин(енгл. Murray Bookchin) 1960-их.

## Настанак и почеци развоја социјалне екологије
Екологија је постала интердисциплина област истраживања управо због сложености предмета и неопходности разноврсних научних или дисциплинарних приступа. Тако је још с почетка 20. века инициран и приступ еколошкој проблематици из визуре друштвених, односно хуманитарних наука. Филозофска, социолошка, економска и политиколошка разматрања еколошких проблема бивала су све присутнија и развијенија да би у другој половини 20. века кулминирала формирањем читавог низа „посебних“ екологија за које је карактеристично схватање еколошког проблема као
проблема човека и друштва - његовог односа према свету и природи. За већину оваквих приступа еколошкој проблематици карактеристично је сагледавање и наглашавање значаја које човек и људско друштво имају за животну средину.
Током друге половине двадесетог века све је присутније укључивање човека и људског друштва као значајног елемента животне средине, не само у смислу утицаја који има на средину у којој постоји, него и са становишта еколошког разматрања квалитета живота и развоја човека као јединке и друштвене заједнице чији је суштински део. Од конференције у Стокхолму, 1972. године, преко конференције у Риу, 1992. године и читавог низа институционалних расправа о стању животне средине све више се еколошка проблематика разматрала кроз еколошке индикаторе квалитета живота и развоја људске заједнице.
Социјална екологија се, као наука о односу човека и његове животне средине, развија током двадесетих и тридесетих година 20. века, а своје посебно место добија тек шездесетих година 20. века. Постанак и развој социјалне екологије, као интердисциплинарне науке, представља спону између соцолошке и еколошке проблематике, што подразумева разумевање значаја и вредновања човекове позиције у екосистему, као и међусобне утицаје на релацији између човека и његовог екосистема. Социјална екологија сматра како заштиту природе није могуће постићи појединачним акцијама или етичким конзумеризмом него стварањем нових друштвених структура које ће узимати у обзир однос људи и природе. Социјална екологија сматра, стога, да борба за заштиту околине неће бити ефикасна док друштва не успеју решити своје економске, етничке, културне, родне и друге сукобе.

### Предмет проучавања социјалне екологије
Социјална екологија се конституисала као природна и хуманистичка наука. Предмет проучавања социологије су најоштрије законитости о друштву. Пошто друштво представља целокупност односа људи наспрам природе и њихову међусобну условљеност, социологија је пронашла савремени теоријски прилаз том односу (човека и природе). Све више се открива значај систематске анализе многобројних схватања ове тематике. На терминолошко уобличавање и појашњење прво хумане, затим социјалне екологије указали су многи аутори чикашке школе: Роберт Езра Парк, Луис Вирт и други. Развој ове мостовске науке постаје интензиван након светског конгреса социолога у Евијану 1966. године. Након кога ће уследити конгрес у Варни 1970. године, који је допринео формирању истраживачког комитета светског удружења социолога за социјалну екологију. Тиме је признато постојање социјалне екологије као науке. Предмет проучавања социјалне екологије је тзв. еколошки комплекс: становништво, околина, технологија и организација. Стварањем еколошког комплекса створена је могућност анализирања стабилности и промена унутар друштвене структуре. Иако је хумана екологија претходила настанку социјалне екологије реч је о дисциплинама које постоје и развијају се упоредо.

## Допринос чикашке школе развоју социјалне екологије
Битан допринос социјалној екологији даје чикашка школа. Х. Бароуз је први пут употребио термин „социјална екологија“ 1922. године и то у смислу односа човека и околине, јер се са новим техничким достигнућима јављају антропогени биотопи. Прву катедру за социјалну екологију отворио је Е. Л. Бенкс у Кембриџу. Бернхард Гласе сагледава социјалну екологију у географији, биологији, психологији и социологији, као један од првих представника чикашке школе, социјалну екологију представља као истраживање просторних и временских односа људи на које утичу селективне, дистрибутивне и акомодационе снаге средине. Роберт Езра Парк, Ернест Вотсон Барџес, Луис Вирт, као њени главни представници, обележавају двадесете и тридесете године 20. века као кључно раздобље стварања препознатљиве теорије социјалне екологије . Са социолошког аспекта Чикашка школа се описује као Еколошка школа, а већи значај добија током 1920-их и 1930-их. година, радовима који указују на урбану екологију и урбану социологију. Чикашка школа је најпознатија по својој урбаној социологији. Фокусирана је на људско понашање које је одређено друштвеном структуром и физичким факторима средине, а не генетским и личним карактеристикама, као и на то да је природно окружење које насељава заједница главни фактор у обликовању људског понашања, а град (урбана средина) функционише као микрокосмос. По аналогији, појединац се рађа, расте, сазрева, и умире, али заједнице којој појединац припада наставља да расте. Чланови школе су узели град Чикаго као предмет свог истраживања, тражећи доказе да ли су урбанизација, и повећање друштвене покретљивости узроци савремене социјалне проблематике.